# Complesso del Buon Pastore
Il Buon Pastore è un maestoso complesso edilizio collocato all'interno della Riserva naturale della Valle dei Casali a Roma nel suburbio Gianicolense, nel territorio del Municipio Roma XII, più esattamente in via di Bravetta 383 a ridosso di Villa Doria Pamphilj, e a breve distanza dalla seicentesca Villa York, dal Casal Ninfeo e dal Forte Bravetta. Progettato da Armando Brasini, l'edificio fu costruito a partire dal 1929, inaugurato nel 1933 e modificato fino al 1943.
Il complesso, costato ben 25 milioni di lire dell'epoca, era nato per ospitare la casa provinciale della congregazione delle Suore di Nostra Signora della carità del Buon Pastore di Augiere, fu in seguito ospedale e sanatorio militare. Dal 1969 ospita degli istituti scolastici.

## Progetto
L'impianto può essere paragonato ad una vera e propria cittadella santa, una Gerusalemme celeste, che si ispira insieme all'architettura medievale, rinascimentale e barocca.
Il suo architetto Armando Brasini, come in altre sue realizzazioni quali Ponte Flaminio e la basilica del Sacro Cuore Immacolato di Maria, attinse con grande libertà al repertorio di forme elaborate nel corso dei secoli dagli architetti italiani, con l'intenzione di ricreare uno stile monumentale e decorativo che suscitasse stupore e meraviglia.

## Struttura
Il complesso si sviluppa per circa 12.000 m² e si articola in una serie di costruzioni che racchiudono al loro interno ampi cortili con portici. Tra gli edifici emerge la chiesa.
L'intero impianto, in grado di ospitare 2.000 persone, è perfettamente simmetrico: l'asse di simmetria attraversa l'ingresso principale, il cortile principale e la chiesa a pianta centrale.
I bracci laterali dell'originale convento, inclinati di 30° rispetto all'asse principale, sono costituiti da corpi di fabbrica a pettine tra i quali si aprono cortili che danno aria e luce ai vari piani degli edifici che si sviluppano per un'altezza di circa 12 m, pari ai tre livelli originali più un quarto livello aggiunto in epoca recente.
Il fronte principale, perfettamente simmetrico, si articola in un prospetto centrale, su quattro livelli con portico al piano terreno e loggia a quello superiore, e prospetti laterali continui ma ruotati che preannunciano lo sviluppo delle ali laterali inclinate di 30° rispetto all'asse principale del complesso, che terminano con due eleganti altane.
Il cortile centrale dell'edificio, che si apre dopo l'arco di ingresso, è decisamente il più importante. Già dall'entrata possiamo notare la grande capacità di Brasini di creare un ampio spazio articolato da forti influenze barocche.
Il ritmo architettonico del cortile principale è dato al piano terreno da un portico perimetrale delimitato da colonne tuscaniche binate sostenenti porzioni di trabeazione. Al di sopra archi a tutto sesto in travertino presentano una cornice spezzata. Nel piano superiore si alternano finestre ad arco ed aperture circolari, con cornici michelangiolesche.
Di fronte all'ingresso, un'ala convessa del portico preannuncia il portale di ingresso della chiesa.
Colonne corinzie binate a tutto tondo sorreggono una trabeazione mistilinea ed inquadrano un'ampia arcata sostenuta da un ordine minore di colonne tuscaniche. Oltre e al di sopra del cortile svetta la cupola con le possenti volute e l'alta guglia, a riassumere tutte le parti del cortile.

## Alterazioni strutturali
Nell'autunno del 1975 l'edificio fu privato delle guglie in pietra serena, alte diversi metri, perché pericolanti. Al tempo si scelse di demolire ed alterare un'opera d'arte invece di procedere a un restauro conservativo.
La croce di bronzo che adornava la parte superiore della cupola viene rimossa negli anni novanta del novecento a seguito dei danni provocati da un fulmine.
A gran voce la cittadinanza ha richiesto nel corso degli anni il ripristino degli elementi architettonici mancanti, intervento ancora non effettuato.

## Cultura

### Cinema
Il complesso del Buon Pastore è stato amato dal cinema e spesso usato come set cinematografico. Questi alcuni film dove sono state girate alcune scene nel complesso edilizio:
- Una vita violenta (1962), film di Paolo Heusch e Brunello Rondi dal romanzo omonimo di Pier Paolo Pasolini.
- Fantozzi alla riscossa (1990), film di Neri Parenti.
- Come te nessuno mai (1999), film di Gabriele Muccino.
- Il cartaio (2004), film di Dario Argento.
- Tre metri sopra il cielo (2004), film di Luca Lucini.
- Romanzo criminale (2005), film di Michele Placido.
- Il papà di Giovanna (2008), film di Pupi Avati.
- Vallanzasca - Gli angeli del male (2010), film di Michele Placido.
- Amanda Knox: Murder on Trial in Italy (USA 2011) film sull'omicidio di Meredith Kercher del regista Robert Dornhelm.
- Tutto tutto niente niente (2012), con Antonio Albanese.
- Fabbricante di lacrime (2024), di Alessandro Genovesi dall’omonimo romanzo di Erin Doom.

### Televisione
Anche la fiction televisiva ha usato la struttura per alcune scene dei seguenti telefilm:
- Viso d'angelo (2011), miniserie televisiva diretta da Eros Puglielli.
- Un medico in Famiglia 9 (2014).
- Alla fine tutto cambia (2016), decima e ultima puntata dell'ottava stagione della serie televisiva Squadra antimafia - Palermo oggi, diretta da Renato De Maria.
- Non mi lasciare (2022), serie televisiva diretta da Ciro Visco.